# 김혜진 (1996년)
김혜진(1996년 9월 2일 ~)은 대한민국의 트로트 가수다. 2020년 싱글 앨범 [꽃을 찾아온 당신]으로 데뷔했다.

## 방송
- 트로트의 민족 (2020) - Top8(7위)

## 음반
- 사천을 노래하다 (2018)
- 꽃을 찾아온 당신 (2020)
- 트로트의 민족 1라운드 베스트 Part. 2 (2020)
- 트로트의 민족 2라운드/3라운드 베스트 (2020)
- 트로트의 민족 4라운드/준결승 베스트 (2020)